# Wereldkampioenschappen schaatsen afstanden 2016 - Ploegenachtervolging vrouwen
De ploegenachtervolging vrouwen op de wereldkampioenschappen schaatsen afstanden 2016 werd gereden op zaterdag 13 februari 2016 in het ijsstadion Kometa in Kolomna, Rusland.
De Nederlandse vrouwen waren de regerend olympisch kampioen, maar werden bij de WK afstanden 2015 nog met 0,02 seconde verslagen door de Japanse dames. Van de drie wereldbekerwedstrijden eerder in het seizoen won Nederland er één en Japan er twee. De Nederlandse dames klopten de Japansen dit keer nipt, Rusland pakte ruim achter deze teams het brons.

## Plaatsing
De regels van de ISU schrijven voor dat er maximaal acht ploegen zich plaatsen voor het WK op deze afstand. Geplaatst zijn de beste zes landen van het wereldbekerklassement, aangevuld met twee tijdsnelsten. Achter deze acht landen werd op tijdsbasis nog een reservelijst van drie landen gemaakt. Thuisland Rusland was sowieso geplaatst.
Zuid-Korea liet verstek gaan waardoor Tsjechië, oorspronkelijk reserve, mocht starten.

## Statistieken

### Uitslag
| #      | Land      | Naam                                                       | Tijd       |
| ------ | --------- | ---------------------------------------------------------- | ---------- |
| Goud   | Nederland | Antoinette de Jong Marrit Leenstra Ireen Wüst              | 2.58,12 BR |
| Zilver | Japan     | Misaki Oshigiri Miho Takagi Nana Takagi                    | 2.58,31    |
| Brons  | Rusland   | Olga Graf Jelizaveta Kazelina Natalja Voronina             | 3.02,61    |
| 4      | Duitsland | Roxanne Dufter Gabriele Hirschbichler Claudia Pechstein    | 3.02,94    |
| 5      | Polen     | Natalia Czerwonka Katarzyna Woźniak Luiza Złotkowska       | 3.03,77    |
| 6      | Canada    | Ivanie Blondin Josie Spence Brianne Tutt                   | 3.04,94    |
| 7      | Tsjechië  | Natálie Kerschbaummayr Martina Sáblíková Nikola Zdráhalová | 3.05,44    |
| 8      | China     | Hao Jiachen Liu Jing Zhao Xin                              | 3.05,69    |

### Loting
| Rit |           |           |
| --- | --------- | --------- |
| 1   | China     | Canada    |
| 2   | Tsjechië  | Duitsland |
| 3   | Japan     | Rusland   |
| 4   | Nederland | Polen     |

2005 · 
2007 · 
2008 · 
2009 · 
2011 · 
2012 · 
2013 · 
2015 · 
2016 · 
2017 · 
2019 · 
2020 · 
2021 · 
2023 · 
2024 · 
2025